# Mammendorf
Mammendorf è un comune tedesco di 4 511 abitanti, situato nel land della Baviera.